# Emanuel Dültz
Emanuel Wiktor Dültz (ur. 14 lutego 1859 we Lwowie, zm. 20 sierpnia 1920 w Bóbrce) – podpułkownik piechoty Wojska Polskiego.

## Życiorys
Urodził się 14 lutego 1859 we Lwowie, w rodzinie Antoniego. Był zawodowym oficerem piechoty cesarskiej i królewskiej armii. 1 września 1880 roku został mianowany na stopień kadeta–zastępcy oficera i wcielony do Galicyjskiego Pułku Piechoty Nr 55, który wówczas stacjonował we Lwowie. We wspomnianym pułku pełnił służbę do 1899 roku, po czym został spensjonowany. Awansował kolejno na: nadporucznika (niem. Oberleutnant) ze starszeństwem z 1 maja 1888 roku i kapitana I klasy (niem. Hauptmann 1. Klasse) ze starszeństwem z 1 listopada 1894 roku.
11 czerwca 1920 roku został zatwierdzony z dniem 1 kwietnia 1920 roku w stopniu podpułkownika, w piechocie, w grupie oficerów byłej armii austro-węgierskiej. Pełnił służbę w Dowództwie Okręgu Generalnego „Lwów” we Lwowie. Poległ 20 sierpnia 1920 roku pod Bóbrką. Pochowany na Cmentarzu Obrońców Lwowa.
14 października 1920 roku został awansowany pośmiertnie na pułkownika „w uznaniu nadzwyczajnych zasług dla dobra Ojczyzny położonych i okupionych bohaterską śmiercią na froncie”.

## Ordery i odznaczenia
- Złoty Medal Jubileuszowy Pamiątkowy dla Sił Zbrojnych i Żandarmerii